# 郭妮
郭妮（1981年10月5日－），本名郭月眉，出生於廣西柳州市，中國大陸女青春小説作家。

## 爭議
2006年榕树下总经理路金波称郭妮的作品共卖出205万册，但此數據遭到《新闻晨报》、《新闻午报》的質疑。 而後曾被他人指出其作品涉嫌抄襲，但作者本人表示其作品均為原創。

## 作品
- 麻雀要革命
- 天使街23號
- 壁花小姐奇遇記
- 惡魔的法則
- 一王九帥十二宮
- 再見，蘇菲斯
- 心跳戀愛社
- 封印之書·鏡之門
- 封印之書·螢火森林
- 海星與獅子

## 外部連結
- 官方網站
- 郭妮博客（页面存档备份，存于）
- 郭妮，香港特别行政区文学艺术界联合会